# Bahnstrecke Lewiston Junction–Lewiston
| \| \| \| von Portland \| \| \| \| 0 \| Lewiston Junction ME (Keilbahnhof) \| Lewiston Junction ME (Keilbahnhof) \| \| \| \| nach Island Pond \| \| \| \| \| Strecke Rumford Junction–Kennebago \| \| \| \| 2½ \| Littlefields ME \| Littlefields ME \| \| \| \| Little Androscoggin River \| \| \| \| 6½ \| Güterbahnhof südlich von Auburn \| Güterbahnhof südlich von Auburn \| \| \| \| Strecke Cumberland Center–Bangor \| \| \| \| 8 \| Auburn ME GTR Station \| Auburn ME GTR Station \| \| \| \| Androscoggin River \| \| \| \| 9 \| Lewiston ME GTR Station \| Lewiston ME GTR Station \| |    |                                    |                                    |
| Strecke |    | von Portland                       | von Portland                       |
| Dienststation / Betriebs- oder Güterbahnhof | 0  | Lewiston Junction ME (Keilbahnhof) | Lewiston Junction ME (Keilbahnhof) |
| Abzweig geradeaus, nach links und von links |    | nach Island Pond                   | nach Island Pond                   |
| Kreuzung (Querstrecke außer Betrieb) |    | Strecke Rumford Junction–Kennebago | Strecke Rumford Junction–Kennebago |
| ehemaliger Haltepunkt / Haltestelle | 2½ | Littlefields ME                    | Littlefields ME                    |
| Brücke über Wasserlauf |    | Little Androscoggin River          | Little Androscoggin River          |
| Betriebs-/Güterbahnhof Strecke ab hier außer Betrieb | 6½ | Güterbahnhof südlich von Auburn    | Güterbahnhof südlich von Auburn    |
| Kreuzung (Strecke geradeaus außer Betrieb) |    | Strecke Cumberland Center–Bangor   | Strecke Cumberland Center–Bangor   |
| Bahnhof (Strecke außer Betrieb) | 8  | Auburn ME GTR Station              | Auburn ME GTR Station              |
| Brücke über Wasserlauf (Strecke außer Betrieb) |    | Androscoggin River                 | Androscoggin River                 |
| Kopfbahnhof Streckenende (Strecke außer Betrieb) | 9  | Lewiston ME GTR Station            | Lewiston ME GTR Station            |

Die Bahnstrecke Lewiston Junction–Lewiston ist eine Eisenbahnstrecke in Maine (Vereinigte Staaten). Sie ist heute zwischen Littleton und Lewiston stillgelegt. Der übrige Abschnitt wird durch die St. Lawrence and Atlantic Railroad ausschließlich im Güterverkehr betrieben.
Am 2. Februar 1872 wurde die Lewiston and Auburn Branch Railroad Company gegründet, um die Städte Lewiston und Auburn an die Hauptstrecke Portland–Montréal der Grand Trunk Railway anzubinden. Der Knotenpunkt mit der GTR wurde Lewiston Junction genannt. Die normalspurige, 8,71 Kilometer lange Strecke wurde am 13. Juli 1874 eröffnet. Anfangs verkehrten nur Personenzüge, da die Hauptstrecke der Grand Trunk Railway noch in Kolonialspur war und erst am 26. September 1874 auf Normalspur umgespurt wurde. Nach Abschluss dieser Arbeiten wurde auch der Güterverkehr nach Lewiston aufgenommen.
Bereits vorher, am 25. März 1874, pachtete die Grand Trunk Railway die Bahngesellschaft. Die Gleisanlagen der Bahn gehörten den Städten Lewiston und Auburn. Den Betrieb führte von Anfang an die GTR, bzw. heute deren Nachfolgegesellschaft, die St. Lawrence and Atlantic Railroad. Die Personenzüge verkehrten im Anschluss an alle Züge auf der Hauptstrecke und pendelten in der Regel nur zwischen Lewiston Junction und Lewiston. Durchlaufende Züge nach Portland wurden nur selten angeboten.
1956 endete der Personenverkehr auf der Strecke. 1980 wurde der Abschnitt nördlich von Littleton stillgelegt, ein Teil dieser Strecke bis vor die Kreuzung mit der Bahnstrecke Cumberland Center–Bangor ging jedoch um 1988 wieder in Betrieb. Die Brücke über den Androscoggin River zwischen Auburn und Lewiston dient heute Fußgängern und Radfahrern.